# Sunderland Club
El Sunderland Club es un club deportivo de la Ciudad de Buenos Aires, Argentina, fundado en 1921. Su actividad más destacada es el básquet

## Historia
El club comenzó su historia en el año 1919, año en el que se juntaron un grupo de jóvenes que jugaban desde hace un tiempo al fútbol en unas canchas que se encontraban en la calle Miller y la Avenida Crisólogo Larralde (ex. Republiquetas) los mismos competían con los colores blanco y negro.
Debido a la pasión que despertaba el deporte y el vínculo que formaron este grupo de jóvenes, que llevaron a tomar la decisión de fundar un club. 
Como no contaban con los medios económicos, fueron a ver a un ciudadano inglés que tenía una quinta en la zona y se llamaba Mr. Pitt. Luego de solicitarle el dinero para comprar los equipos completos y con esto poder participar en un campeonato que comenzaría a jugarse por esos tiempos. 
El hombre accedió a darles el dinero pero como condición les pidió que el nombre del equipo debería ser Sunderland Club. 
Los solicitantes no tuvieron ningún inconveniente y así ocurrió. 
El 15 de agosto de 1921 en una reunión realizada en la casa de Juan Bermúdez (uno de los jóvenes del grupo) en la calle Quesada a la vuelta de la manzana de donde se encuentra actualmente la sede del club, junto Juan Laruccia, los hermanos Novoa, Vicente Vijuescas Ramón Loconte, Manuel Sáenz, y muchos otros, se realizó la fundación del club.
Primero se alquiló una casa donde solía funcionar una tintorería, luego de algunos años se compraron dos lotes en los que se encuentra ubicado actualmente el club, pagando el costo con una hipoteca. 
Luego se compró el tercer lote, tomando en esta ocasión Baldomero Gigan la iniciativa, logrando luego él conseguir la personería jurídica en el año 1952.
Al mismo tiempo Baldomero Gigan era presidente de la Asociación del Fútbol Argentino (AFA)

## Deportes
- Básquet
- Fútbol infantil
- Gimnasia
- Taekwondo
- Futsal

Boxeo
Salsa

## Otras actividades
Desde hace un tiempo el club desarrolla sesiones de tango y milonga.